# Lampa (distrito de Paucar del Sara Sara)
Lampa é um distrito do Peru, departamento de Ayacucho, localizada na província de Paucar del Sara Sara.

## Transporte
O distrito de Lampa é servido pela seguinte rodovia:
- AY-116, que liga a cidade de Coracora ao distrito de Pausa